# نهائي كأس رابطة الأندية الإنجليزية المحترفة 2012
نهائي كأس رابطة الأندية الإنجليزية المحترفة 2012 هي المباراة النهائية من منافسة كأس رابطة الأندية الإنجليزية المحترفة 2011–12، أقيمت المباراة في 26 فبراير 2012، في ملعب ويمبلي، بين فريقي كارديف سيتي، ونادي ليفربول، وفاز فيها نادي ليفربول، بعد أن هزم كارديف سيتي، بنتيجة 2–3 في ركلات الجزاء، وكان حكم المباراة مارك كلاتنبورغ.

## تفاصيل المباراة
| كارديف سيتي                                                      | 2–2 (ب.و.إ.) | نادي ليفربول                                                          |
| ---------------------------------------------------------------- | ------------ | --------------------------------------------------------------------- |
| جو ماسون 19' · بن ترنر 118'                                      | تقرير        | مارتين شكرتيل 60' · ديرك كويت 108'                                    |
| ركلات الترجيح                                                    |              |                                                                       |
| كيني ميلر · دان كووي · رودي جستيد · بيتر ويتنغهام · أنتوني جرارد | 2–3          | ستيفن جيرارد · تشارلي آدم · ديرك كويت · ستيوارت داونينغ · غلين جونسون |